# Martino Ferro
Martino Ferro (Firenze, 1974) è uno scrittore e sceneggiatore italiano.

## Biografia
Nato a Firenze, si è trasferito a Bologna per frequentare l'università e poi a Milano per lavorare. Come sceneggiatore e autore ha lavorato per il teatro, il cinema, la radio e la televisione. Nel 2005 vince il Premio Italo Calvino per opere inedite di narrativa e nel 2006 pubblica il suo primo romanzo ll primo che sorride, con Einaudi. Nel 2010 ha pubblicato sempre per Einaudi La ventunesima donna. Per Giunti ha pubblicato due romanzi per ragazzi, Il Lago dei quattro vulcani (2012) e Il cuore di pietra (2013).
Ha scritto, assieme a Francesco Mandelli e Fabrizio Biggio, le sceneggiature di alcuni episodi de I soliti idioti e dei loro tre rispettivi film. 
Ha curato inoltre la regia del film La solita commedia - Inferno, uscito nelle sale italiane nel marzo 2015.

## Filmografia
- I soliti idioti - Il film (2011)
- I soliti idioti (2009-2012)
- I 2 soliti idioti (2012)
- La solita commedia - Inferno (2015)
- I soliti idioti 3 - Il ritorno (2024)

## Opere
- Il primo che sorride, Einaudi, 2006
- La ventunesima donna, Einaudi, 2010